# Trust (azienda)
Trust International B.V. (originariamente Aashima Technology B.V.) è un produttore europeo di periferiche e accessori per computer.
L'azienda ha sede a Dordrecht, nei Paesi Bassi, e opera a livello mondiale con quattro marche di prodotto: Trust, Trust Urban, Trust Smart Home e Trust Gaming.

## Storia
La società fu fondata nel 1981 nei Paesi Bassi come Aashima Technology B.V., e i suoi affari principali ruotavano intorno all'importazione di accessori informatici. Dal 1985 la società ha iniziato a produrre i propri prodotti marchiati Trust. Col crescere del mercato crebbe la stessa società, e nel 1988 furono aperte le filiali tedesche, inglesi, italiane e francesi. Nel 2003 Aashima Technology B.V. assunse il nome Trust International B.V., allo scopo di rinforzare l'omonimo marchio a livello internazionale. Oggi i prodotti Trust sono diffusi in oltre 50 Paesi.

## L'organizzazione
La Trust International B.V. è strutturata in modo da mantenere un equilibrio tra le attività centrali e quelle periferiche. La sede centrale olandese è infatti un centro di servizi comune, che offre servizi IT, di ricerca e sviluppo, e di marketing.

## Prodotti

### Trust
Il marchio Trust offre accessori per PC e laptop di facile utilizzo e accessibili a tutti. Il vasto assortimento comprende accessori basilari come tastiere e mouse, ma spazia anche in cuffie, caricabatterie e borse.

### Trust Urban
La linea Trust Urban offre accessori di tendenza per dispositivi mobili. L’assortimento, dal design vivace e di tendenza, è ispirato al trend metropolitano combinato con funzionalità e user-comfort. Presenta una linea di prodotti atti a migliorare l’esperienza dell’utente nella gestione dei suoi dispositivi mobili. Fanno parte di Trust Urban auricolari, powerbanks, caricabatterie per smartphone e tablet, pennini e altri accessori per l’utilizzo di dispositivi mobili.

### Trust Smart Home
Trust Smart Home offre i concept più inclusivi e di facile utilizzo nell’automazione della casa, convenienti e compatibili con i più comuni sistemi di controllo remoto e modulabili tramite Zigbee, il sistema di comunicazione fra tutti i dispositivi collegati. Il brand punta ad apportare più comodità in un contesto casalingo, attraverso un sistema di trasmettitori e ricevitori che possono controllare, ad esempio, luci e ombre, schermi e altri prodotti dedicati alla domotica.

### Trust Gaming
Trust Gaming è il marchio dedicato ai prodotti per i videogiocatori. Offre una vasta gamma di prodotti cercando di soddisfare sia i bisogni dei videogiocatori principianti che quelli dei professionisti. 
Trust collabora con vari team e giocatori professionisti per creare insieme periferiche affidabili e adatte alle reali esigenze dei videogiocatori.

## Galleria d'immagini

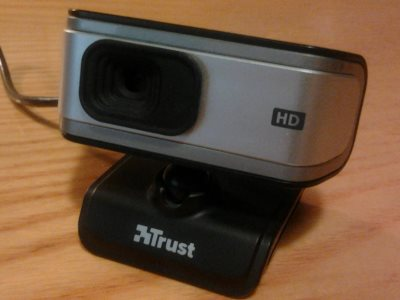
Webcam Trust HD 1080p
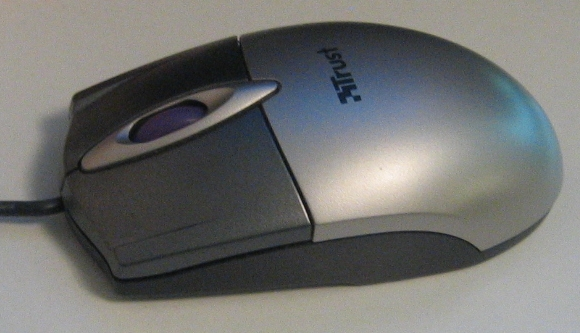
Mouse Trust